# Осада Турина
Осада Турина (14 мая — 7 сентября 1706 года) была предпринята французскими войсками в ходе Войны за испанское наследство. Французская армия не смогла взломать оборону города или добиться сдачи города. В результате стал неизбежен вывод французских войск из северной Италии, что совпало с тяжёлым поражением при Рамильи во Фландрии.

## Предыстория
В начале войны савойский герцог Виктор-Амадей II, опираясь на своего двоюродного брата, принца Евгения Савойского, генералиссимуса имперских войск, принял сторону Габсбургов. В ответ король Людовик XIV в союзе с Испанией вторгся сначала в Савойю, а затем и в Пьемонт. Как только испанские войска заняли Ломбардию, Пьемонт оказался в окружении. Подвергшийся нападению трёх армий савойский герцог потерял Сузу, Верчелли, Кивассо, Ивреа и Ниццу (1704). Последним оплотом была цитадель Турина, построенная в середине XVI века.
В августе 1705 года франко-испанская армия была готова атаковать город, но генерал Ла Фейяд посчитал, что войск недостаточно, и ждал подкреплений. Это решение оказалось ошибочным: оно позволило пьемонтцам укрепить город и подготовиться к долгой осаде.

## Осада
В мае франко-испанская армия подошла к Турину с более чем 40 000 солдат. Маршал Вобан, эксперт в области методов осады, вступил добровольцем в кампанию, но был уволен из-за своего возраста. Вобан, тем не менее, упорно указывал французскому командованию, что стоит штурмовать город, так как широкая сеть траншей, вырытых защитниками, была бы препятствием для осады. Но Ла Фейяд имел своё мнение и, проигнорировав советы Вобана, приказал 48 военным инженерам разработать планы рытья длинной линии траншей.

Пьетро Микка, национальный герой Пьемонта.

Французы начали рытьё траншей 14 мая, но линии Ла Фейяда так никогда полностью и не окружили Турин. Осада началась в июне и продолжалась в течение трёх месяцев в условиях упорного сопротивления. Осаждённые при активной поддержке населения устраивали вылазки, нанося тяжёлый урон нападавшим. Бои продолжались в течение всего лета 1706 года.

## Снятие осады
17 июня Виктор-Амадей II покинул Турин, чтобы встретить войска принца Евгения, которые подходили из Трентино. Героизм защитников, в том числе Пьетро Микки, который подорвал себя в галерее вместе с французскими солдатами, позволили дождаться подхода имперской армии. 2 сентября Виктор-Амадей и Евгений Савойский проанализировали тактическую ситуацию с холма Суперга, который господствует над Турином и соседними областями. В то время как защитники города отбивали последнюю атаку французов, имперские войска решили обойти осаждающих с северо-запада, где линии французов были особенно уязвимы. Манёвр удался, и имперцы сумели разбить лагерь между реками Дора-Рипария и Стура-ди-Ланцо. Евгений заявил: «Эти люди уже наполовину побеждены».
Решающий бой начался в 10 часов утра 7 сентября с нападения имперской армии по всему фронту французских войск. После трёх неудачных атак прусская пехота во главе с Леопольдом I, князем Ангальт-Дессау, взломала французский правый фланг, пользуясь тем, что у противника кончились боеприпасы. Две попытки французов залатать пробитую пруссаками брешь провалились, и австро-савойско-прусская армия стала одерживать верх. Когда граф Вирих фон Даун приказал гарнизону города сделать вылазку и ударить по левому крылу французской армии, армия Ла Фейяда обратилась в бегство, сотни солдат утонули в Доре-Рипариа в попытке спасти свою жизнь. В начале второй половины того же дня имперские войска, чтобы не терять инициативы, начали движение к Пинероло.

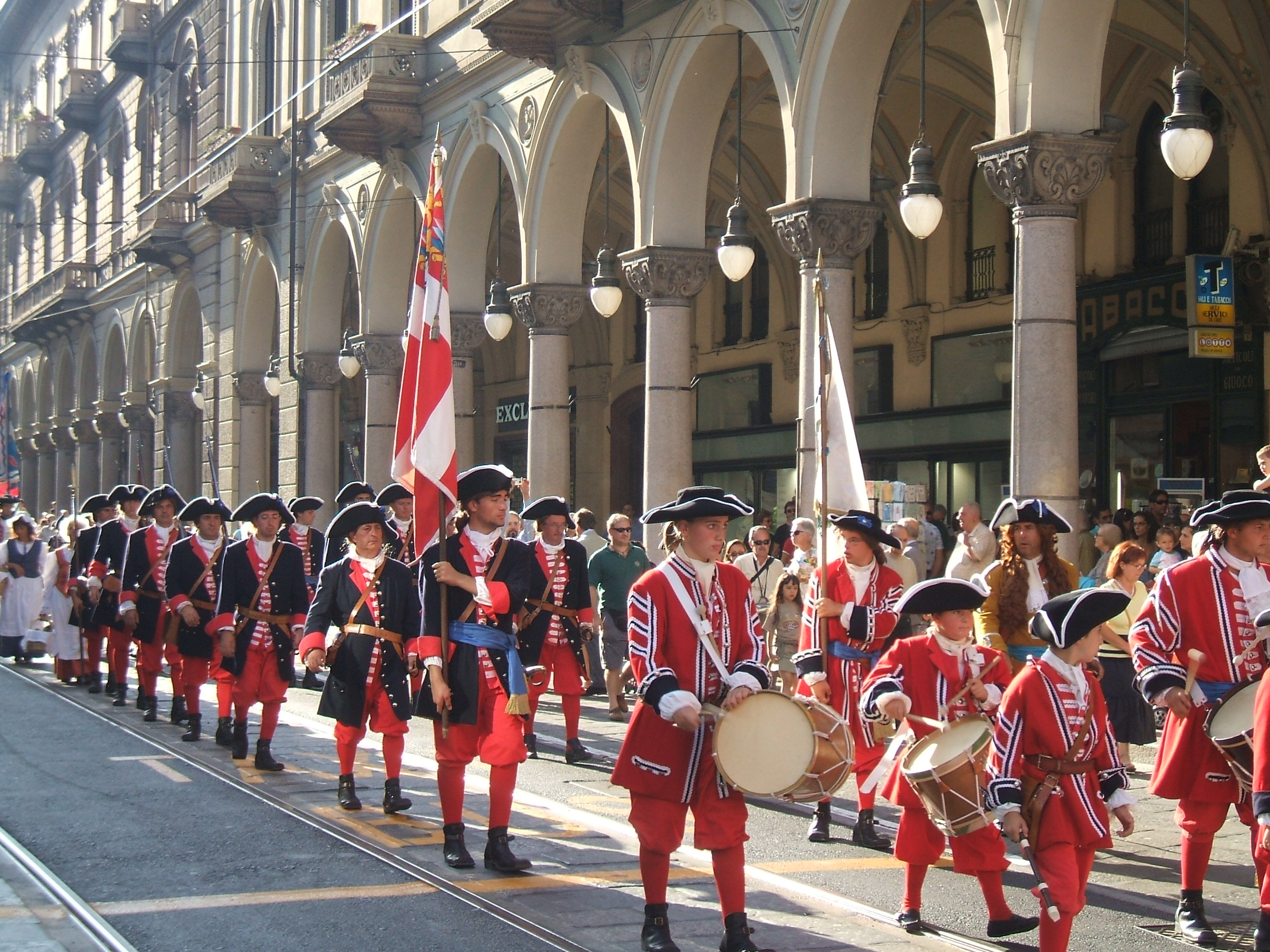
Костюмированный праздник в честь юбилея снятия осады (Турин, 10 сентября 2006)

Франко-испанские потери составили 9800 человек, в том числе 6 тыс. солдат попали в плен. Маршал Фердинанд де Марсен, советник герцога Орлеанского, был смертельно ранен и скончался в плену. Имперские войска потеряли в общей сложности 3246 человек, включая 52 офицеров и 892 солдат убитыми и 182 офицеров и 2120 солдат раненых. Они захватили 146 орудий, 40 осадных полевых орудий, 50 мортир и много другого снаряжения.
Виктор-Амадей и Евгений вступили в освобождённый город и поучаствовали в молебне, посвящённом победе. На холме Суперга герцоги Савойские возвели базилику, где каждый год 7 сентября проводится памятный молебен.

## Последствия
К востоку французская победа при Кастильоне не смогла помочь войскам Бурбонов вернуть инициативу, и французское отступление от Турина позволило союзникам свободно вторгнуться в южную Францию. После провала осады Тулона в следующем году на итальянском фронте боевые действия не велись до самого заключения Утрехтского договора.